# Chacarita (ort)
Chacarita är en ort i Costa Rica.   Den ligger i kantonen Cantón Central de Puntarenas och provinsen Puntarenas, i den västra delen av landet, 80 km väster om huvudstaden San José. Chacarita ligger 7 meter över havet och antalet invånare är 26 354.
Terrängen runt Chacarita är platt åt nordväst, men österut är den kuperad. Havet är nära Chacarita åt sydväst.  Närmaste större samhälle är Puntarenas, 6,6 km väster om Chacarita. 